# Верхний Джинал
Ве́рхний Джина́л (кабард.-черк. Жэналыщхьэ) — гора в предгорьях Центрального Кавказа, на границе между Кабардино-Балкарией и Ставропольским краем. Является высшей точкой Джинальского хребта. 

## География
Горная вершина расположена на стыке границ между Зольским районом Кабардино-Балкарии и Предгорным районом Ставропольского края. Ближайшие населённые пункты — город Кисловодск, расположенный в 14 км к северо-западу от вершины горы и селение Кичмалка, расположенное в 9 км к юго-востоку от горы. 
Представляет собой куэсту, сложенную известняками и песчаниками мелового возраста. Абсолютная высота горы составляет 1542 метра над уровнем моря, относительные варьируются в пределах около 350 метров. На западе склон снижается полого. 
В районе горы, с северного склона Джинальского хребта берут своё начало реки — Юца, Джуца и Псиншоко, с южного склона — река Козада. 
Как и в целом по всему Джинальскому хребту, здесь имеются различные пещеры. Склоны покрыты степной субальпийской растительностью. На вершине раньше стояла метеорологическая станция. 
В некоторых источниках гора указывается как высшая точка Ставропольского края, хотя на деле высшей точкой субъекта является безымянная вершина в западной части Кабардинского хребта (1603 м). 

## Маршруты
На вершину горы ведёт туристический маршрут начинающийся в Кисловодске. Дорога из города до горы идёт по холмистой местности вдоль Джинальского хребта, соединяющей Кисловодск с селением Каменномостское, расположенного у восточной окраины хребта. 
С вершины горы на юге открывается панорамный вид на Северное Приэльбрусье и различные высокогорные плато и хребты. На севере, среди всхолмленной предгорной равнины возвышается группа гор-лакколитов — на переднем плане Джуца и Юца, на заднем Машук и Бештау. 